# Jurandvor
Jurandvor est une localité de Croatie située sur l'île de krk et dans la municipalité de Baška, comitat de Primorje-Gorski Kotar, à 2 km au nord-ouest de Baška. En 2001, la localité comptait 260 habitants.

## Histoire

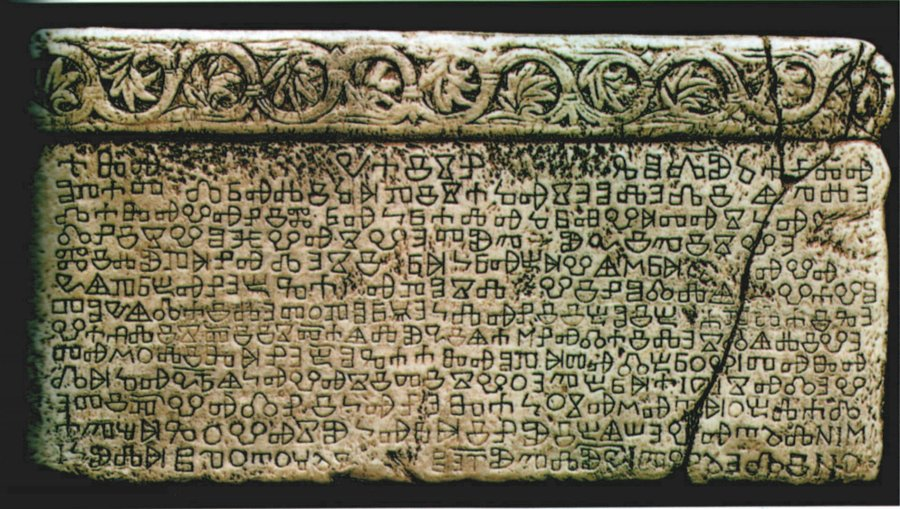
Pierre de Baška

On y a retrouvé dans l'église Sainte-Lucie la stèle de Baška, datant de l'an 1100, le plus ancien texte en écriture glagolitique parvenu jusqu'à nous. L'original est conservé à l'Académie croate des sciences et des arts, à Zagreb, mais une copie est exposée dans l'église.

## Démographie
| 1948 | 1953 | 1961 | 1971 | 1981 | 1991 | 2001 |
| ---- | ---- | ---- | ---- | ---- | ---- | ---- |
| 173  | 252  | 212  | 175  | 235  | 249  | 260  |